# Macrogynoplax yupanqui
Macrogynoplax yupanqui är en bäcksländeart som beskrevs av Bill P.Stark 1996. Macrogynoplax yupanqui ingår i släktet Macrogynoplax och familjen jättebäcksländor. Inga underarter finns listade i Catalogue of Life.